# Wojciech Harmata
Wojciech Harmata (ur. 12 kwietnia 1826 w Strzyżowie, zm. 13 maja 1917 w Bielinach) – polski duchowny rzymskokatolicki.

## Życiorys
Urodził się 12 kwietnia 1826 r. w Strzyżowie. Szkołę ludową i gimnazjum ukończył w Rzeszowie, filozofię i teologię w Przemyślu. Święcenia kapłańskie otrzymał 29 września 1852 r. Pracował jako wikariusz w Rzeszowie, a potem w przemyskiej katedrze. W latach 1859–1865 był kanclerzem Konsystorza biskupiego w czasach biskupstwa Jasińskiego i Manastyrskiego. Od 1865 r. proboszcz w Bielinach. Zmarł 13 maja 1917 r. w Bielinach i został pochowany na miejscowym cmentarzu.

## Mecenas sztuki
W 1861 r., pochodzący ze Strzyżowa ks. Wojciech Harmata, odnalazł na strychu kościoła uznany za zaginiony cudowny obraz Matki Bożej Strzyżowskiej. Jako proboszcz dbał o wystrój kościoła w Bielinach. Zlecił namalowanie obrazów do ołtarza głównego, Matki Bożej i Najświętszego Serca Pana Jezusa, wykonane przez artystę von Felsburg, ufundował dzwon o średnicy 80 cm, na jubileusz 50-lecia kapłaństwa zakupił tabernakulum z białego marmuru, a na 60-lecie - Stacje Drogi Krzyżowej.

## Działalność społeczna
Ks. Wojciech Harmata był inicjatorem powstania w Bielinach klasztoru Sióstr Dominikanek. Założył kółko rolnicze, opiekował się szkołą parafialną w Bielinach.

## Odznaczenia, tytuły, wyróżnienia
- radca kurii przemyskiej
- dziekan dekanatu rudnickiego
- 1902 - honorowy kanonik kapituły katedralnej w Przemyślu

## Galeria

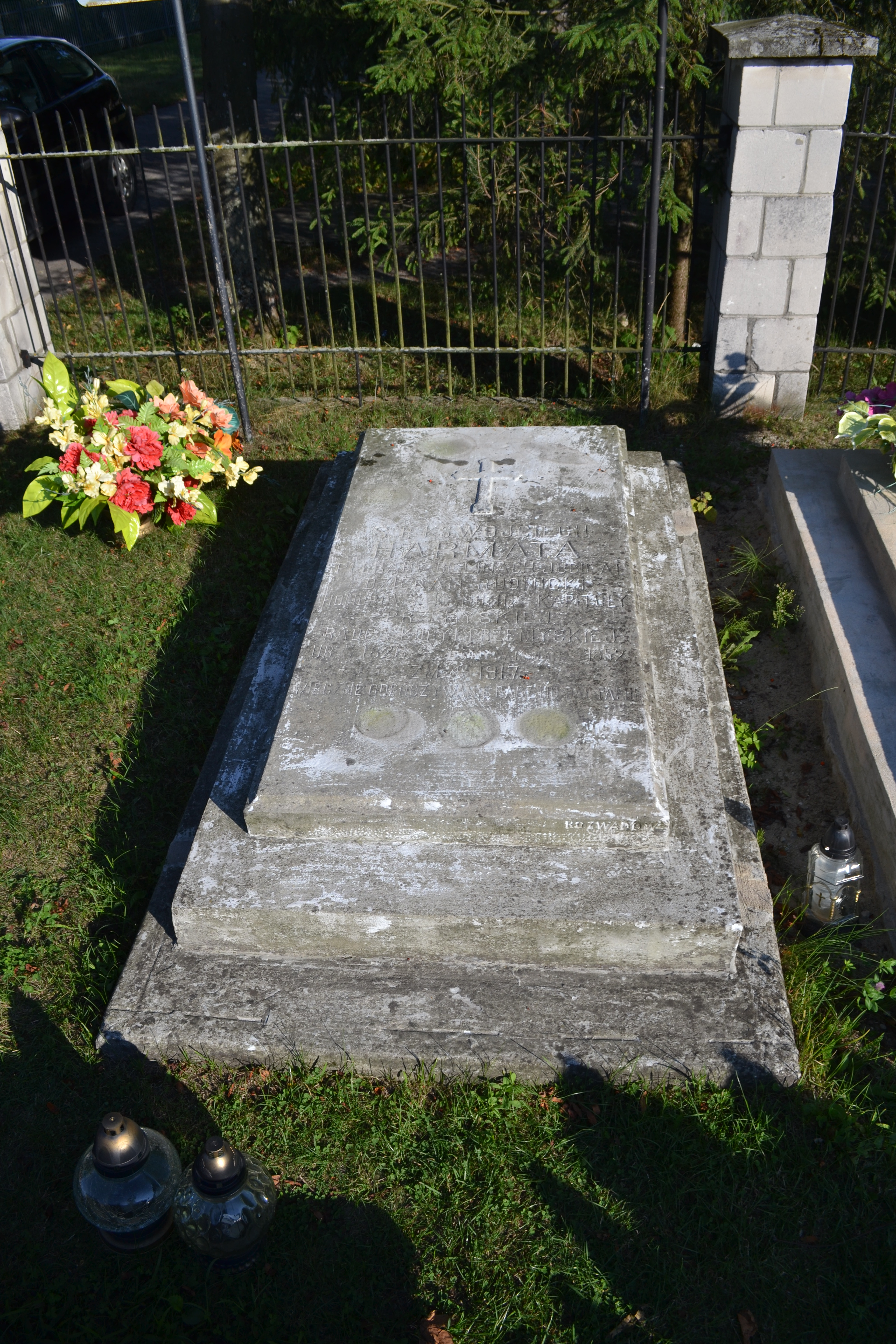
Grób ks. Wojciecha Harmaty na cmentarzu parafialnym w Bielinach (województwo podkarpackie)